# Roberto Lent
Roberto Lent (Rio de Janeiro, 13 de setembro de 1948) é um neurocientista brasileiro, membro titular da Academia Brasileira de Ciências. No ano de 2000, foi condecorado como comentador na Ordem Nacional do Mérito Científico.
Iniciou sua carreira na Universidade Federal do Rio de Janeiro (UFRJ), formando-se médico, pela Faculdade Nacional de Medicina (1972), e realizando Mestrado (1973) e Doutorado (1978), no Instituto de Biofísica. Foi professor titular e diretor, por dois mandatos consecutivos, do Instituto de Ciências Biomédicas (ICB), onde ingressou em 1975. Concluiu Pós-Doutorado no Instituto de Tecnologia de Massachusetts (MIT), em 1982. Recebeu o título de professor emérito da UFRJ, em 2019.
No ICB, chefiou o Laboratório de Neuroplasticidade, desenvolvendo pesquisas sobre o desenvolvimento do cérebro. Dedicou-se à divulgação científica, participando da fundação da Revista "Ciência Hoje" e da autoria de livros didáticos, como "Cem Bilhões de Neurônios", e da coleção de livros infantis, "Aventuras de um neurônio lembrador".
Foi homenageado pela Academia de Ciências para o Mundo em Desenvolvimento (TWAS), em 2007, no Festival de Cinema e Vídeo Científico do Mercosul, em 2006, e recebeu Menção Honrosa no Prêmio Jabuti pelo livro "Cem Bilhões de Neurônios", em 2003.
É filho dos cientistas Maria Gregória Rivarola, uma química-farmacêutica natural do Paraguai, e Herman Lent, um parasitólogo.